# مستودع وقود مداري

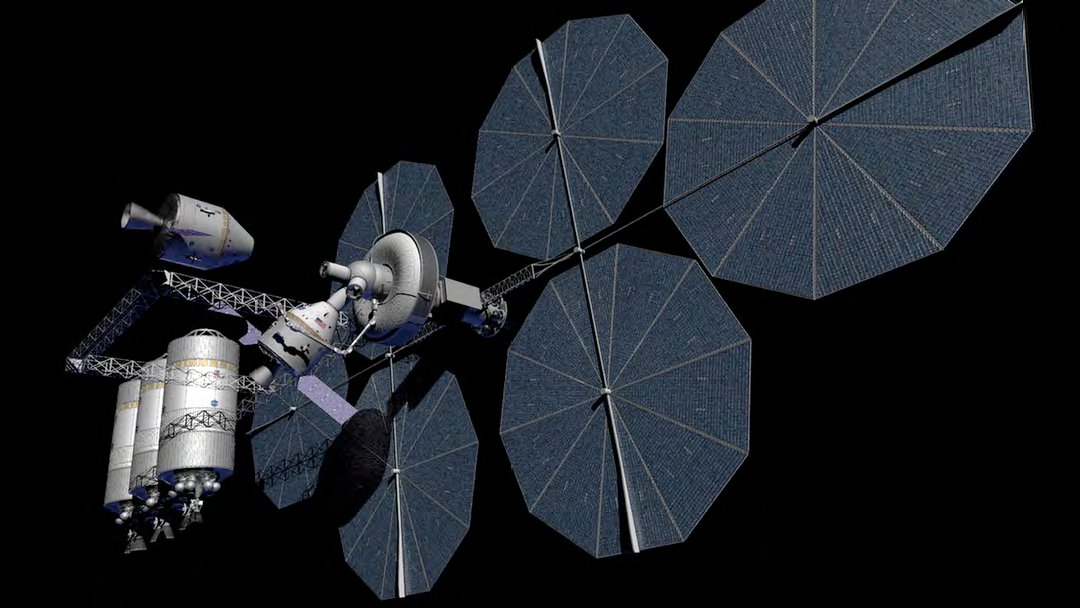

مستودع الوقود المداري هو محطة للوقود تُوضع في مدار حول الأرض أو حول أي جرم آخر للسماح بتزويد المركبات الفضائية أو مرحلة النقل الخاصة بالمركبات الفضائية بالوقود في الفضاء. وهو أحد أنواع مستودعات الموارد الفضائية التي اقتُرحت لتمكين استكشاف الفضاء مع بنية تحتية. يوجد العديد من مفاهيم المستودعات المختلفة اعتمادًا على نوع الوقود الذي سيتم توريده أو موقعه أو نوع المستودع الذي قد يتضمن أيضًا ناقلة وقود لإيصال حمولة واحدة إلى مركبة فضائية في موقع مداري محدد لتغادر بعد ذلك. ليس من الضروري أن تكون مستودعات الوقود مرتبطةً بالمحطات الفضائية أو قريبةً منها.
تُعتبر وكالات الفضاء ووزارات الدفاع وأقمار الاتصالات الصناعية أو الشركات التجارية الأخرى من بين المستخدمين المحتملين لمنشآت التزود بالوقود وتخزينه في المدار.
ستطيل مستودعات الوقود العمر التشغيلي للأقمار الصناعية التي استهلكت تقريبًا كل وقودها الخاص أثناء إجراءها مناورات مدارية والموجودة في الغالب في المدارات المتزامنة مع الأرض. ستلتقي المركبات الفضائية بالمستودع، أو العكس، لإعادة التزود بالوقود لاستخدامه في المناورات المدارية اللاحقة. في عام 2011، أبدت شركة إنتلسات اهتمامًا بإجراء مهمة اختبارية أولية لإعادة تزويد العديد من الأقمار الصناعية بالوقود في مدارها المتزامن مع الأرض، ولكن أُلغيت جميع الخطط منذ ذلك الحين.
ستكون الوظيفة الأساسية لمستودع المدار الأرضي المنخفض (إل إي أوه) هي توفير الوقود لمراحل النقل المتجهة إلى القمر أو المريخ أو ربما إلى مدار متزامن مع الأرض. بما أنه يمكن تفريغ كامل وقود مرحلة النقل أو جزء منه، فإن المركبة الفضائية التي تُطلق بشكل منفصل مع الحمولة و/أو الطاقم يمكن أن تكون ذات كتلة كبيرة أو قد تستخدم مركبة إطلاق أصغر. لكن في حال وجود مستودع أو ناقلة وقود في إل إي أوه، يمكن تقليل حجم مركبة الإطلاق وزيادة معدل الطيران – أو يمكن أن يسمح ذلك بإطلاق حمولات أكبر، باستخدام هندسة مهمات أحدث لتعمل المركبة الفضائية التي تدور حول الأرض كمرحلة ثانية. قد يقلل ذلك من إجمالي تكاليف الإطلاق نظرًا لأن التكاليف الثابتة ستتوزع على المزيد من الرحلات الجوية وعادةً ما تكون التكاليف الثابتة أقل عند استخدام مركبات إطلاق صغيرة. يمكن أيضًا وضع مستودع الوقود في نقطة لاغرانج الأولى الخاصة بالأرض والقمر (إي إم إل 1) أو خلف القمر في النقطة الثانية (إي إم إل 2) لتقليل تكاليف السفر إلى القمر أو المريخ. اقتُرح أيضًا وضع مستودع وقود في مدار حول المريخ.

## مستودعات الوقود في المدار الأرضي المنخفض
بالنسبة للصواريخ والمركبات الفضائية، عادة ما يشغل الوقود ثلثي الكتلة الكلية أو أكثر.
تستخدم المحركات الصاروخية الكبيرة في المرحلة العليا بشكل عام وقودًا مُبردًا تبريدًا عميقاَ مثل الهيدروجين السائل والأكسجين السائل (إل أوه إكس) كمؤكسد لتمكين الاندفاع النوعي الكبير ولكن يجب التفكير بعناية في مشكلة تسمى «التبخر». قد يستنزف التبخر بعد تأخير الإطلاق بأيام قليلة كميةً من الوقود ما قد يمنع عملية الدخول في المدار الأعلى، الذي قد يؤدي إلى إحباط المهمة. ستحتاج مهمات القمر أو المريخ بين أسابيع إلى أشهر لتجميع عشرات الآلاف إلى مئات الآلاف من الكيلوغرامات من الوقود، لذلك قد يكون من الضروري وجود معدات إضافية على مرحلة النقل أو مستودع الوقود للتخفيف من التبخر.
يمكن الاحتفاظ بالوقود السائل غير المبرد تبريدًا عميقًا والقابل للتخزين على الأرض بما في ذلك وقود آر بّي 1 (الكيروسين)، ورباعي أكسيد ثنائي النيتروجين (إن تي أوه)، بالإضافة للوقود المبرد بشكل معتدل، مثل الميثان والأكسجين السائلين، في حالته السائلة بأقل قدر من التبخر مقارنةً مع الوقود المبرد، لكن الاندفاع النوعي سيكون أقل أيضًا. بالإضافة إلى ذلك، يشمل الوقود الغازي أو فوق الحرج، مثل ذلك المُستخدم في محركات الدفع، الزينون والأرجون والبزموت.

## تكاليف إطلاق الوقود
علق مدير وكالة ناسا السابقة مايك غريفين في الاجتماع السنوي الثاني والخمسين للجمعية الأمريكية للملاحة الجوية في هيوستن، في نوفمبر 2005، أنه «بالنظر إلى الإنفاق الحكومي المنخفض والمتحفظ البالغ 10000 دولار/كيلوجرام في المدار الأرضي المنخفض، سيكلف إطلاق 250 طن متري من الوقود في مهمتين سنويًا 2.5 مليار دولار، وفقًا لمعدلات الحكومة.»
إذا افترض المرء إمكانية إرسال مركبة إطلاق بكتلة 130 طنًا متريًا مرتين في السنة مقابل 2.5 مليار دولار، فإن السعر يبلغ نحو 10000 دولار/كيلوجرام.

## هندسة مستودعات الوقود وأنواعها
في هندسة مستودعات الوقود، يُعبأ المستودع بواسطة الناقلات، ثم يُنقل الوقود إلى المرحلة العليا قبل الدخول في المدار، على غرار محطات الوقود الخاصة بالسيارات التي تُعبأ بواسطة ناقلات. باستخدام مستودع الوقود، يمكن تقليل حجم مركبة الإطلاق وزيادة معدل الرحلة. نظرًا لأن تجميع الوقود قد يستغرق عدة أسابيع إلى شهور، يجب النظر بعناية للتخفيف من التبخر.
بعبارات بسيطة، فإن مستودع الوقود غير النشط المُبرد هو مرحلة نقل مزودة بخزانات، وعزل إضافي، ودرع واقي من الشمس. في أحد المفاهيم الهندسية، يُعاد توجيه الهيدروجين المتبخر لتقليل أو منع تبخر الأكسجين السائل، ليُستخدم بعد ذلك للتحكم في الارتفاع أو الطاقة أو رفع المدار. المستودع المبرد النشط هو مستودع غير نشط مُزود بطاقة إضافية ومعدات تبريد/مبردات للتقليل أو منع تبخر الوقود. تشمل مفاهيم المستودعات النشطة المبردة معدات تحكم بالارتفاع تعمل بالكهرباء لتوفير الوقود للحمولة النهائية.
في هندسة الرفع الثقيل، يجري تجميع الوقود، الذي يمكن أن يشكل ثلثي كتلة المهمة الإجمالية أو أكثر، في عمليات إطلاق أقل وربما إطار زمني أقصر من هندسة المستودع. عادةً ما تُملئ مرحلة النقل مباشرة ولا يتم تضمين أي مستودع في هندسة البناء. بالنسبة للمركبات والمستودعات المبردة، عادةً ما تُضاف معدات تخفيف تبخر إضافية في مرحلة النقل، ما يقلل من كتلة الحمولة ويتطلب المزيد من الوقود لرفع الحمولات ما لم يجرِ استهلاك أجهزة تخفيف التبخر.

## الميزات
نظرًا لأن الوقود يشكل جزءًا كبيرًا من كتلة الصاروخ عند الإطلاق، يشير المؤيدون إلى العديد من المزايا لاستخدام مستودع للوقود. يمكن إطلاق المركبات الفضائية بدون وقود للتقليل الكتلة أو يمكن أن تعمل ناقلة المستودع نفسها كمرحلة ثانية عند الإطلاق عندما تكون قابلة لإعادة الاستخدام. قد يصبح هناك سوق للتزود بالوقود في المدار حيث تجري منافسة تجارية على تقديم الوقود بأرخص الأسعار، وقد تمكن أيضًا وفورات الحجم من خلال السماح للصواريخ الحالية بالتحليق باستمرار لإعادة تزويد المستودع بالوقود. إذا استُخدم المستودع جنبًا إلى جنب مع محطات تعدين القمر، فيمكن تصدير الماء أو الوقود إلى المستودع، ما سيقلل أيضًا من تكلفة الوقود. يمكن أن تصبح برنامج استكشاف الفضاء المستندة على هندسة مستودع الوقود أرخص وأكثر قدرة، وبالتالي لن تحتاج إلى صواريخ محددة أو صواريخ الرفع الثقيل على غرار نظام إقلاع الفضاء (إس إل إس) لدعم الوصول إلى وجهات متعددة مثل القمر ونقاط لاغرانج والكويكبات والمريخ.